# Атлас (горы)

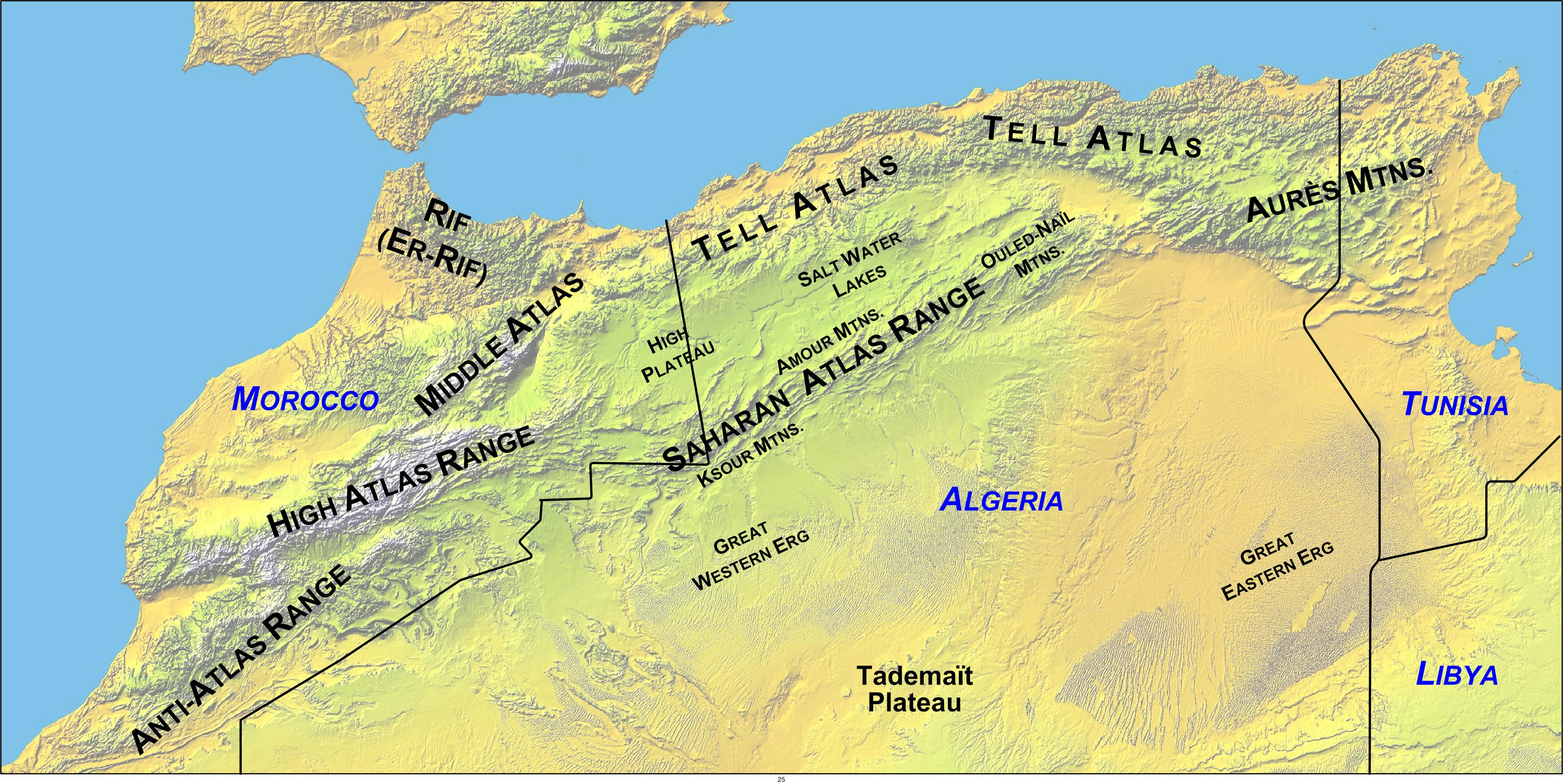
Хребты Атласа

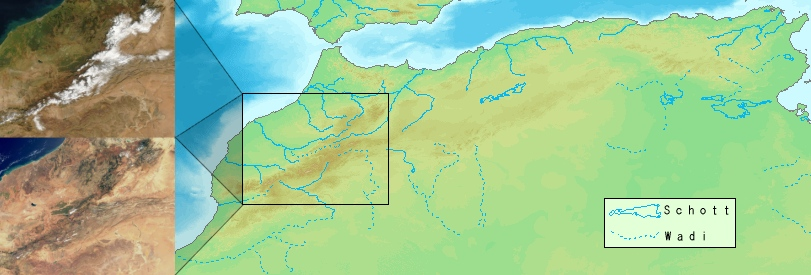
Карта, показывающая расположение гор Атлас в Марокко

А́тлас, Атласские горы (араб. جبال الأطلس‎ jibāl al-aṭlas, бербер. ⵉⴷⵔⴰⵔⵏ ⵏ ⵡⴰⵟⵍⴰⵚ idraren n waṭlaṣ, фр. Massif de Atlas) — большая горная система на северо-западе Африки, тянущаяся от атлантического побережья Марокко через Алжир до берегов Туниса. Длина хребтов — 2092 км. Наивысшая точка — гора Тубкаль (4167 м), находится на юго-западе.

## Этимология
Название гор Атлас обычно связывают с древнегреческим мифом о титане Атланте (греч. Ἄτλας), держащем на своих плечах небо. Но Страбон, Плиний Старший приводят названия этих гор, принятые у местных жителей: Дирис, Аддирис. Определённое сходство этих названий с берберским adrar — «гора» породило гипотезу о возможности образования названия «Атлас» из этого слова. Название «Атлас» входит в названия отдельных частей горной системы: Высокий Атлас, Средний Атлас, Сахарский Атлас.

## Описание
Первоначально Атласом называлась только часть горной системы в пределах древней Мавретании, то есть запад и центр современного Атласа. Позднее под этим названием стала объединяться вся горная система от мыса Котей (современный мыс Спартель близ Танжера) до Сиртов (Малый Сирт). Горы Атлас отделяют средиземноморское и атлантическое побережье от пустыни Сахара. Населены в основном арабами и берберами (Марокко), в том числе кабилами (Алжир). Атласские горы состоят из хребтов Телль-Атлас, Высокий Атлас, Средний Атлас, Сахарский Атлас, внутренних плато (Высокие плато, Марокканская Месета) и равнин.
Впервые античный мир узнал о существовании гор Атласа из путешествий финикийцев, а затем из перипла Ганнона и плавания Полибия, предпринятого им около 146 до н. э. Первым из римлян, пересёкшим горы Атласа, был Гай Светоний Паулин (42 н. э.). Подробное описание Атласа содержится в трудах Максима из Тира (II в. н. э.).